# Niklas Barnö
Niklas Barnö (* 29. Mai 1982) ist ein schwedischer Jazz- und Improvisationsmusiker (Trompete, Flöte, Komposition).

## Wirken
Barnö spielte zunächst mit The Jolly-Boat Pirates (Aben ab 2006 bei Umlaut Records), für die er auch komponierte, und in der Fredrik Norén Band (Mirrors). 2010 gründete er sein Sextett Je suis!, das bei der Swedish Jazz Celebration in der Konzerthalle in Stockholm und auf Sveriges Radio P2 auftrat und das Debütalbum Mistluren (2011) vorlegte; 2014 folgten, ebenfalls bei Umlaut Records, zwei Live-Alben. Weiterhin arbeitete er im Trio Snus (mit Didier Lasserre und Joel Grip; gleichnamiges Album bei Ayler Records) sowie im Trio mit Joel Grip und Raymond Strid, das zunächst mit dem Saxophonisten Roland Keijser als Quartett Kege Snö arbeitete.
Ab 2013 gehörte Barnö zum Fire Orchestra! um Mats Gustafsson, mit dem mehrere Alben entstanden. Seit 2016 spielte er zudem in den Combos von Alberto Pinton, mit dem er auch in Japan tourte. Er arbeitete weiterhin mit der Anders Ahlén Unit, Anna Högberg Attack, Steve Swell, dem Oya Sextett, Se & Hör, STHLM Svaga, Marta Forsberg, Julia Strzalek, The Way Ahead, Vilhelm Bromander und Dennis Egberth (The Dennis Egberth Dynasty, 2025).
Barnö erhielt 2011 den Preis des Stockholm Jazz Fest. Er war außerdem einer der Organisatoren des Improvisationsfestivals Hagenfesten in Dala-Floda.